# IP 멀티미디어 서브시스템
IP 멀티미디어 서브시스템(IP Multimedia Subsystem, IMS)은 IP 망에서 멀티미디어 서비스를 제공하기 위해 3GPP에서 고안한 네트워크 구조(framework)이다. IMS의 대표적인 예로는 MMTel (Multimedia telephony)이 있다. IMS에서 사용되는 대표적인 프로토콜은 SIP (Session Initiation Protocol)이며 Diameter와 H.248/MEGACO 프로토콜도 사용된다.

## 역사
- IMS는 1999년 만들어진 3G.IP 산업 포럼에서 처음 정의되었다. 이후 3G.IP는 UMTS 네트워크에서 3G 이동 전화 시스템을 위한 표준화 작업의 일부로 3GPP로 넘겨질 IMS 구조를 발전시켰다. IMS는 릴리즈 5(2G에서 3G 네트워크로 진화)에서 처음 나타났는데, 그때 STP 기반 멀티미디어가 추가되었다. 이전의 GSM과 GPRS 네트워크에 대한 지원도 제공된다.
- 3GPP2(3GPP와 다른 조직)는 3GPP IMS에 CDMA2000에 대한 지원을 추가해 CDMA2000 멀티미디어 도메인(Multimedia Domain, MMD)을 멀티미디어 서비스의 기반으로 한다.
- 3GPP 릴리즈 6에서 WLAN, 다른 IP 네트워크를 사용하는 IMS, 라우팅 그룹 엔티티, 다중 등록 및 분리, 사용자 상태, 대화 인식 그리고 대화 가능 서비스(Push to talk)에 대한 연동이 추가되었다.
- 3GPP 릴리즈 7에서 TISPAN 릴리즈 R1.1과 연동으로 인해 고정 네트워크에 대한 지원이 추가되었고, 접속 관문 제어 기능(Access Gateway Control Function, AGCF)과 PSTN 에뮬래이션 서비스(PSTN Emulation Service, PES)가 PSTN 네트워크에서 제공될 수 있는 서비스의 계승을 위해 유선 네트워크에 소계된다. AGCP는 IMS 네트워크와 Megaco/H.248 네트워크를 연결하는 다리 역할을 한다. Megaco/H.248 네트워크는 오래된 이전 단말들이 IP 네트워크에 기반한 새로운 세대의 네트워크에 연결될 수 있도록 한다. AGCF는 IMS에 대해 SIP 사용자 에이전트 역할을 하고 P-CSCF의 역할을 수행한다. SIP 사용자 기능은 고객 기기가 아닌 네트워크 자체로 AGCF 안에 포함되어 있다.

## 구조

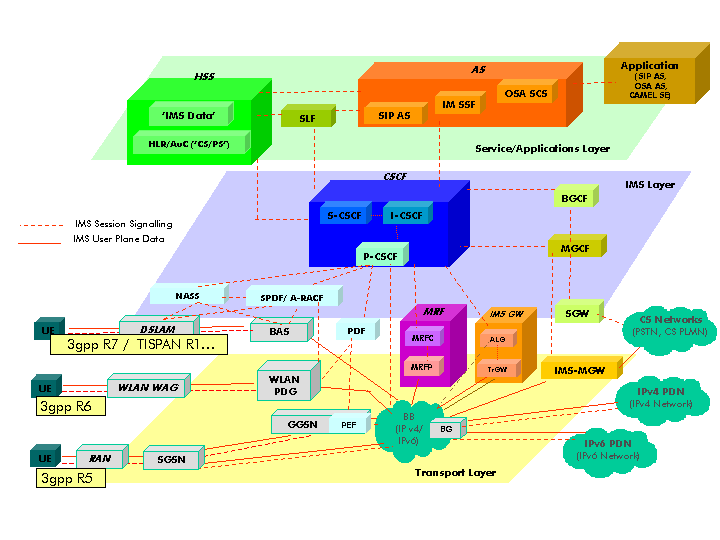
3GPP / TISPAN IMS 구조 개요

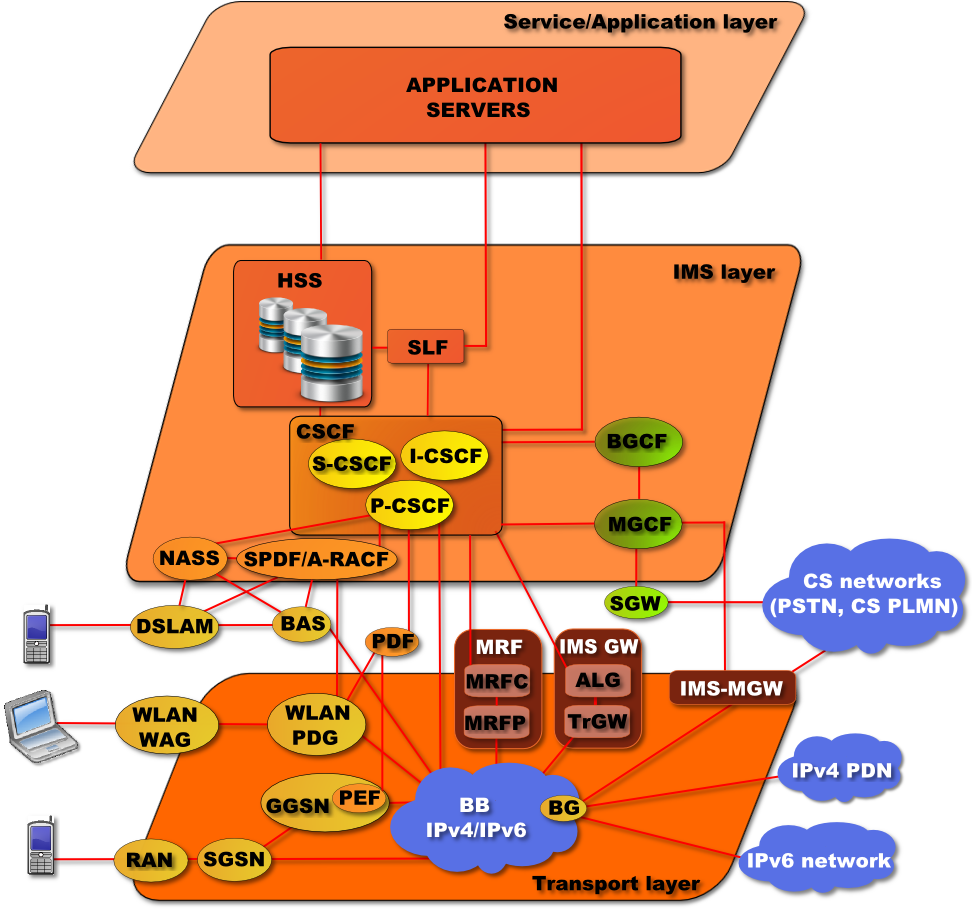
3GPP / TISPAN IMS 구조 개요 - IMS 계층의 HSS (표준별)

## 같이 보기
- 4세대 이동 통신
- IP-CAN
- 모바일 브로드밴드
- 모바일 음성 인터넷 프로토콜
- 시스템 아키텍처 에볼루션